# Сахюрта (сельское поселение)
Се́льское поселе́ние «Сахюрта» (бур. Сахюуртын hомон) — муниципальное образование в Агинском районе Забайкальского края Российской Федерации.
Административный центр — село Сахюрта.

## История
Статус и границы сельского поселения установлены Законом Читинской области от 19 мая 2004 года «Об установлении границ, наименований вновь образованных муниципальных образований и наделении их статусом сельского, городского поселения в Читинской области»

## Население
| 2010 | 2011  | 2012 | 2013 | 2014 | 2015 | 2016 |
| ---- | ----- | ---- | ---- | ---- | ---- | ---- |
| 1005 | ↘1001 | ↘982 | ↘973 | ↘956 | ↘937 | ↘935 |
| 2017 | 2018  | 2019 | 2020 | 2021 |      |      |
| ↘932 | ↘910  | ↘875 | ↘855 | ↘573 |      |      |

## Состав сельского поселения
| № | Населённый пункт | Тип населённого пункта       | Население |
| - | ---------------- | ---------------------------- | --------- |
| 1 | Сахюрта          | село, административный центр | ↘573      |